# Vernești
Vernești is een Roemeense gemeente in het district Buzău.

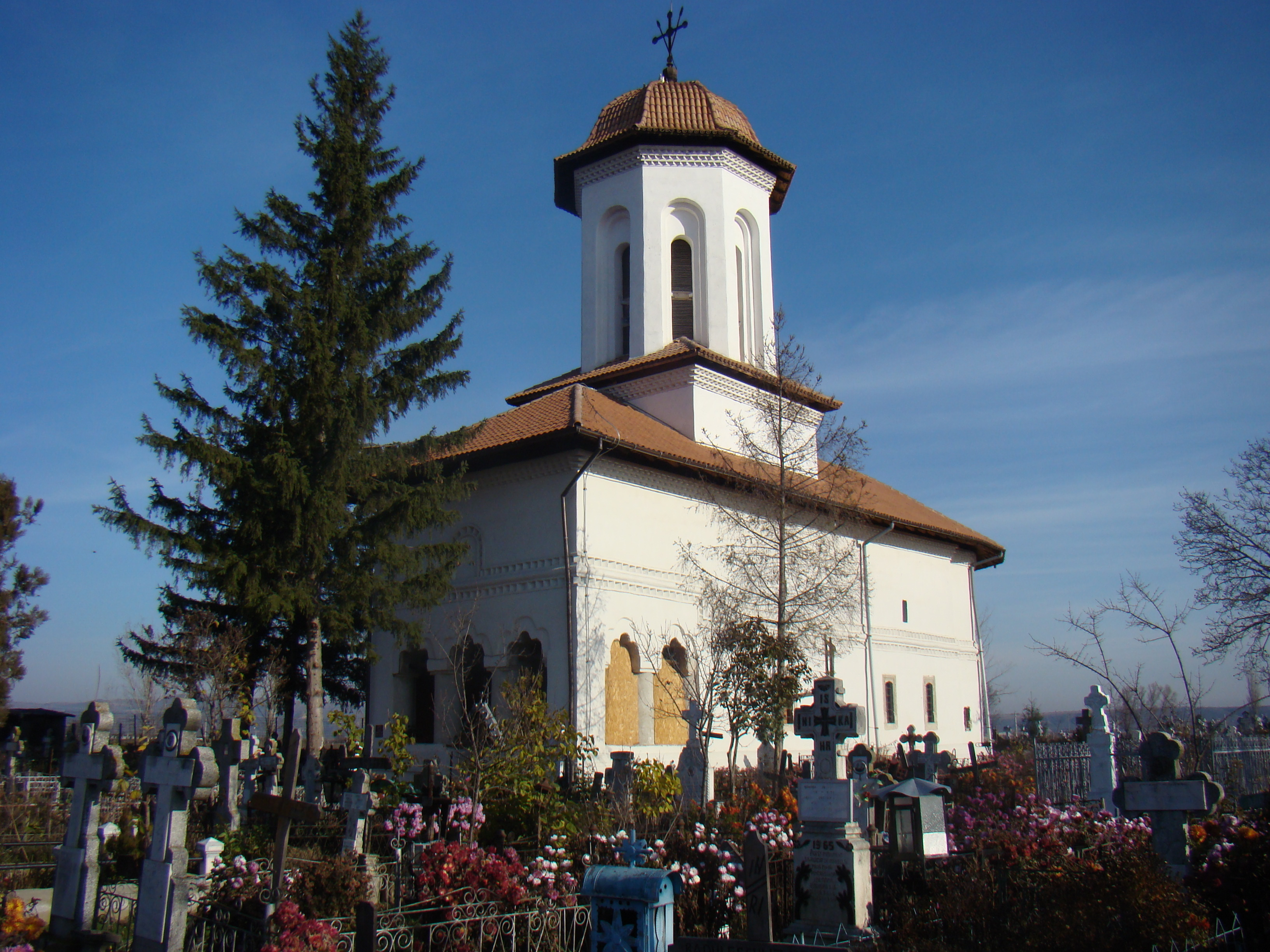
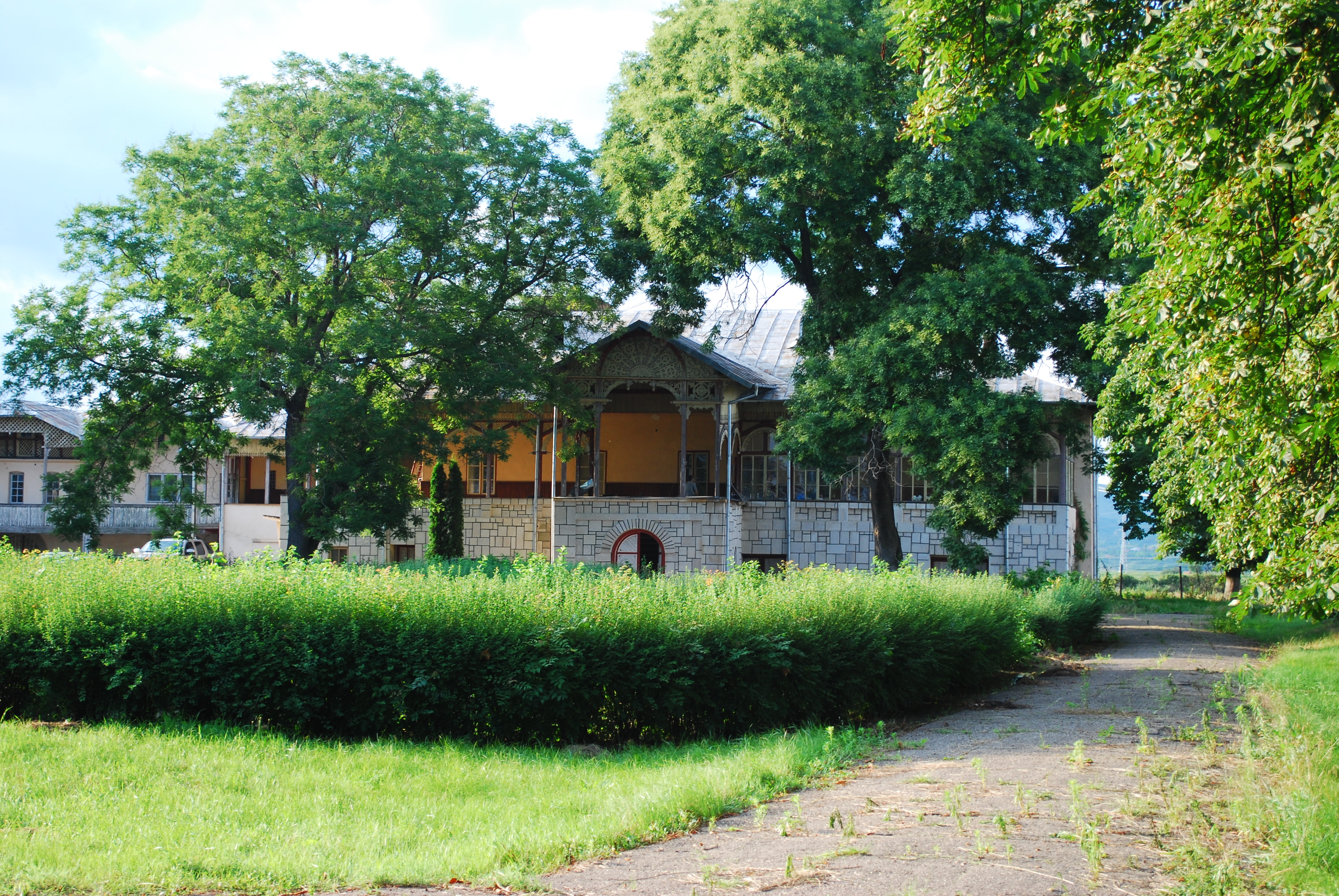
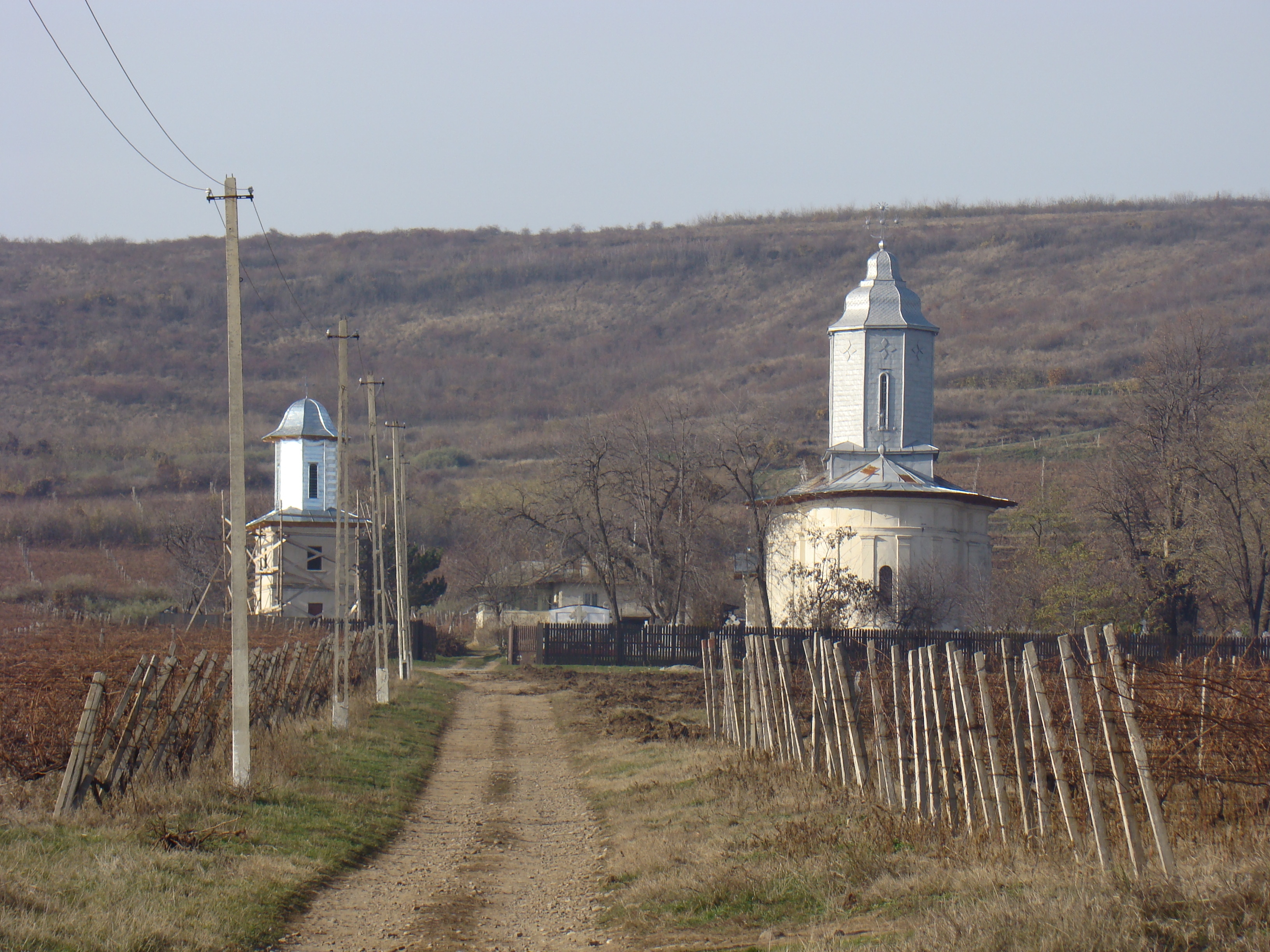

Vernești telt 8880 inwoners.